# Зблюдовиці
Зблюдовиці (пол. Zbludowice) — село в Польщі, у гміні Бусько-Здруй Буського повіту Свентокшиського воєводства.
Населення — 1138 осіб (2011).
У 1975-1998 роках село належало до Келецького воєводства.

## Демографія
Демографічна структура на день 31 березня 2011 року:
|          | Загалом | Допрацездатний вік | Працездатний вік | Постпрацездатний вік |
| -------- | ------- | ------------------ | ---------------- | -------------------- |
| Чоловіки | 552     | 103                | 386              | 63                   |
| Жінки    | 586     | 97                 | 345              | 144                  |
| Разом    | 1138    | 200                | 731              | 207                  |